# King of Boxer
King of Boxer, conosciuto negli Stati Uniti come Ring King e in Giappone come Family Boxing (ファミリーボクシング?, Famirī Bokushingu), è un videogioco arcade di pugilato pubblicato nel 1985 dalla Data East in Nordamerica e da Woodplace, Inc. nella regione PAL.

## Modalità di gioco
Il gioco continua il filone parodico sportivo promosso da Data East, con il giocatore che veste i panni di un pugile che fa carriera, passando da debuttante a campione del mondo. King of Boxer, anche se forse non intenzionalmente, è diventato lo standard per i giochi di pugilato della sua epoca, grazie agli strani nomi che dà agli avversari da affrontare. 
Nella versione arcade ci sono otto avversari: Violence Jo (ironicamente, questo lottatore principiante è il campione nella versione per NES), Brown Pants, White Wolf, Bomba Vern, Beat Brown, Blue Warker (campione in carica nella versione arcade), Green Hante e Onetta Yank. Se il giocatore batte il campione, il gioco nella versione arcade continua, facendo affrontare in ciclo gli ultimi tre avversari (Blue Warker, Green Hante e Onetta Yank).
Il giocatore può scegliere tra diversi tipi di pugni e manovre difensive, oltre ad alcuni attacchi speciali unici. Durante l'intervallo può ricaricare la propria energia e resistenza premendo il bottone ripetutamente e rapidamente. Le abilità del pugile sono determinate da tre statistiche differenti: pugno, resistenza e velocità. Queste possono essere migliorate utilizzando i "power points" (punti potenza) guadagnati dopo ogni incontro. Fare buoni incontri permette di rendere un pugile più forte. Se i pugni vanno a vuoto, la resistenza del pugile tende a scendere.
Il giocatore può salvare i progressi di gioco segnandosi una password, inoltre due giocatori possono affrontarsi nella modalità multiplayer.

### Attacchi speciali
Una delle caratteristiche principali del gioco sono gli strampalati attacchi speciali. Queste mosse si attivano quando il giocatore preme il pulsante per attaccare al momento e alla distanza giusti: gli attacchi hanno la possibilità di mandare immediatamente al tappeto l'avversario, ma anche essere contrattaccati prima di un attacco speciale causa enormi danni. Il primo attacco speciale è un gancio poderoso, che il pugile tira girando su sé stesso come una trottola. Il secondo è un diretto che lancia l'avversario contro le corde, quando viene colpito. Il terzo tipo è un montante che lancia l'avversario in aria. Se tirato con il tempismo giusto, il montante può far volare l'avversario fuori dal ring, provocando così un KO tecnico.

## Versioni
Il gioco venne pubblicato anche su Nintendo Entertainment System (Famicom in Giappone) nel 1987 dalla Data East in America settentrionale e dalla Namco in Giappone. Questa versione venne anche pubblicata su VS. UniSystem con il nome Vs. TKO Boxing. 
Successivamente Sony ne fece una versione anche per MSX2, in esclusiva giapponese nel 1988. Le versioni per Famicom e MSX2 uscirono come terzo gioco della serie "Family sports", dopo Family Stadium e Family Jocky della Namco (per Famicom, in Giappone), con il nome Family Boxing (ファミリーボクシング?, famirī bokushingu). Il gioco venne in seguito convertito in un'applicazione per cellulari che supportano i-mode, e quindi pubblicato in esclusiva giapponese nel gennaio del 2004 dalla Namco.